# Thomas Ier de Constantinople
 (février 2021).
Si vous disposez d'ouvrages ou d'articles de référence ou si vous connaissez des sites web de qualité traitant du thème abordé ici, merci de compléter l'article en donnant les références utiles à sa vérifiabilité et en les liant à la section « Notes et références ».
Pour les articles homonymes, voir Thomas Ier.
Thomas Ier de Constantinople (en grec : Θωμάς Α΄) fut patriarche de Constantinople de 607 à 610.    
Le règne du patriarche Thomas Ier fut assez court et très peu fourni en événements. Il est principalement reconnu pour son présage de l’envahisseur barbare. Cependant, les circonstances autour de la nomination du saint patriarche en 607 semblent être assez tumultueuses. En effet, l’Empire byzantin à cette période est morcelé par les conflits internes, mais aussi par des conflits externes. L’Église orthodoxe honore sa mémoire le 21 mars par le biais de festins et de banquets chaque année.

## Biographie
Sa date de naissance demeure inconnue.
Saint Thomas fut d'abord prêtre. Sous le saint patriarche Jean IV (582-595), il est nommé « sakellarios » dans la Grande Église d’Hagia Sophia à Constantinople.
Le saint se préoccupa de toutes les manières possibles des besoins spirituels de son troupeau.
Après la mort du saint patriarche Cyriacus (595-606), saint Thomas est élevé sur le trône patriarcal en 607 par l’empereur byzantin largement contesté Phocas (602-610), trois mois après la mort de son prédécesseur, jusqu'à sa mort.
Il meurt le 20 mars 610. 
Thomas le patriarche a été canonisé par l'Église orthodoxe. Sa fête est célébrée le 21 mars par les Églises qui suivent le calendrier julien et le 3 avril par celles qui utilisent le calendrier grégorien. 

## Historique

### Une période trouble

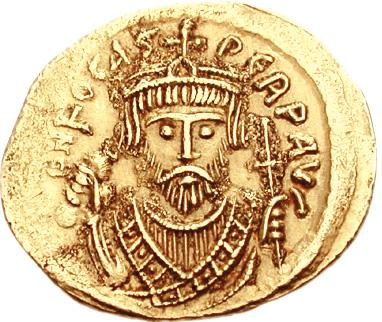
Solidus à l'effigie de l'empereur Phocas.

À la suite de la mort de l’empereur Justinien en 565, l’Empire est dans un état extrêmement précaire. En effet, les conflits de succession ne cessent de survenir : Justinien (527-565) sera suivi de Justin II (565-578) qui sera suivi par Tibère II Constantin (578-582) qui sera suivi de Maurice (582-602). Maurice sera renversé par Phocas (602-610) qui sera lui-même renversé à son tour par Héraclius (610-641). De 565 à 610, l’Empire byzantin change d’administration impériale à six reprises. De plus, la pentarchie va se voir morcelée progressivement. C’est-à-dire que l’union des cinq évêques les plus importants de l’Église chrétienne ; l’évêque de Rome (le pape), l’évêque de Constantinople, l’évêque d’Antioche, l’évêque de Jérusalem et l’évêque d’Alexandrie sera brisée. Finalement, seul le patriarche de Constantinople va demeurer dans l’Empire. Ce délitement débutera avec la prise d’Alexandrie par Héraclius ainsi que de Jérusalem par les Arabes. 
Ajouté à cette forte instabilité politique, une réduction de la taille des villes, voire la disparition de certaines du fait de la prolifération de la peste bubonique dans les grandes cités d’Europe ; Constantinople n’y fait pas exception. La peste sévit déjà depuis 541 (connue comme étant la « Peste de Justinien »), celle-ci frappant par phase cyclique soit tous les 20 ans et ce jusqu’en 767. La peste s’ajoute aux phénomènes météorologiques de 535-536 qui va marquer les décennies à venir dans le monde entier et seront constatés par les contemporains,,. En effet, une éruption volcanique va propulser de la cendre dans l’atmosphère ce qui aura pour effet de masquer, en partie, la lumière du soleil. Le changement climatique de 535-536 aura de lourdes conséquences sur la population byzantine : Des récoltes agricoles très faibles ainsi qu’une famine généralisée. . 
La période qui entoure donc la nomination du patriarche saint Thomas par Phocas se veut très sombre d'autant que les contestations sociales dues à la famine grandissent et que la situation politico-sociale et économique se dégrade à Constantinople et dans tout l’Empire byzantin de façon générale. 
Thomas Ier de Constantinople vécut sous le règne de l’empereur Maurice et l’empereur Phocas, mais aussi sous le patriarcat de Jean le Rapide et Cyriacus.

### Le présage de saint Thomas

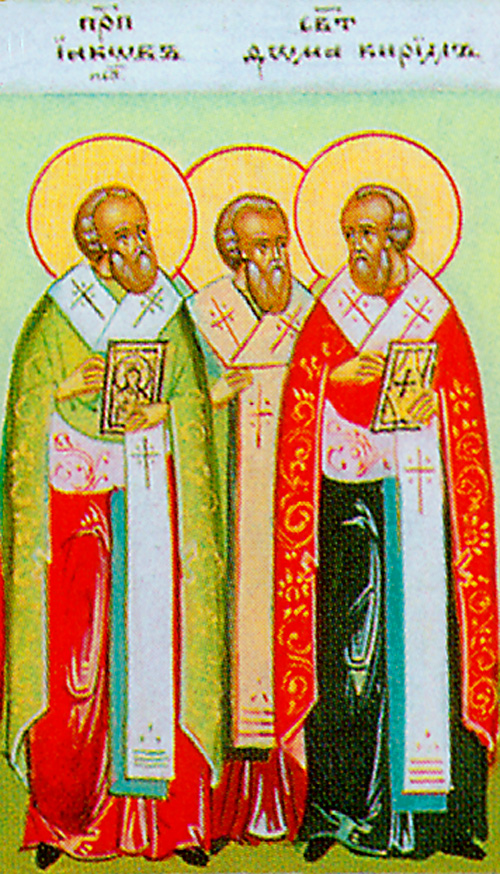

Saint Thomas est surtout connu pour sa réaction à un présage inquiétant en Asie Mineure qui est apparu au cours de son mandat patriarcal.  
Pendant le patriarcat de saint Thomas, un présage est émerge dans le pays de Galatie, en Asie Mineure. Les lourdes croix portées lors des processions de l'église ont commencé à trembler et à se frapper les unes contre les autres. Le clairvoyant aîné, saint Théodore de Sykéon, a expliqué le sens de cet augure. Il explicite que des désaccords et des catastrophes attendaient l'Église et que l'État était en danger d'invasion barbare. En entendant cela, le saint devint terrifié et demanda à saint Théodore de prier pour que Dieu prenne son âme avant que ses prédictions ne se réalisent. Les invasions en question seront celles des Arabes au sud-est et des Bulgares au nord.  

### Succession
Après la mort du saint patriarche Thomas en 610, (des suites d'une maladie semble t-il), des troubles naissent au sein de l'Église : Le successeur de saint Thomas, le patriarche Sergius (610-638), succomba effectivement à l’hérésie monothélite. Par le biais de la dispensation de Dieu, une guerre éclata avec la Perse, qui s’avéra désastreuse pour Byzance. À la suite de cela, les régions grecques d'Asie Mineure furent complètement dévastées, Jérusalem tomba et la Croix du Seigneur fut ajoutée au butin et emmenée en Perse. Ainsi, tous les malheurs présumés par le patriarche saint Thomas lors de la procession de l'église se sont réalisés. 